# ويكيبيديا التركمانية
ويكيبيديا التركمانية (بالتركمانية: Turkmençe Wikipediýa)‏ هي النسخة التركمانية من موسوعة ويكيبيديا.

## الإحصائيات
| عدد المستخدمين المسجلين | عدد المستخدمين النشيطين | عدد المقالات | صفحات المحتوى | عدد التعديلات | عدد الملفات المرفوعة | عدد الإداريين |
| ----------------------- | ----------------------- | ------------ | ------------- | ------------- | -------------------- | ------------- |
| 31٬075                  | 36                      | 6٬943        | 17٬204        | 262٬744       | 332                  | 4             |

## التاريخ
- يناير 2006 - أنشئت المقالة رقم 100.
- فبراير 2008 - أنشئت المقالة رقم 1000.
- أغسطس 2015 - أنشئت المقالة رقم 5000.[2]